# Săcărâmb, Hunedoara
Săcărâmb este un sat în comuna Certeju de Sus din județul Hunedoara, Transilvania, România. Se află în partea central-estică a județului, în Munții Metaliferi.

## Descriere
Săcărâmb face parte din Patrulaterul aurifer al Munților Apuseni. Săcărâmbul a fost un oraș minier unic în lume, pe teritoriul căruia au fost descoperite peste 100 de tipuri de minerale, două dintre ele fiind unice în lume, altele 5 fiind identificate doar în Africa de Sud. Prima galerie minieră și-a făcut loc prin pereții muntelui în anul 1746, iar până astăzi s-a atins pragul sutelor de galerii. Timp de 128 de ani (1748-1876) complexul minier a fost considerat cel mai rentabil din Europa, obținându-se peste 40 de tone de aur din acest zăcământ.
În Săcărâmb a fost fondată prima facultate minieră din Europa de Est de către regele austro-ungar Hanz de Hunwalt. În cadrul facultății existau cămine pentru studenți și o clădire pentru cursuri. Din cauza numeroaselor conflincte politice din acea vreme, facultatea a fost închisă și în final demolată. La momentul actual, singura dovadă a existenței sale fiind într-o scrisoare oficială trimisă către Alexandru Ioan Cuza. 
Numele acestei localități a făcut repede înconjurul Pământului stârnind un interes deosebit în rândul oamenilor de știință, atât prin complexitatea structural-genetică a zăcământului dar mai ales prin raritățile mineralogice găsite aici. De acest zăcământ se leagă descoperirea și descrierea pentru prima dată în lume a mineralelor: krenerit, muthmannit, săcărâmbit (nagyagit), telurit, petzit, silvanit. Dar Săcărâmbul a îmbogățit nu numai mineralogia cu minerale noi, ci și chimia cu un element necunoscut până atunci - telurul - demonstrând în același timp ca aurul intră în reacție chimică cu alte elemente. Interesul stârnit de zăcământul Săcărâmb este ilustrat de faptul ca el a constituit terenul de studiu a numeroși cercetători de la universitățile și instituțiile geologice din Viena, Budapesta, dar și de la academiile miniera din Freiberg, Bibram, Leoben și Graz.
În împrejurimile Săcărâmbului, la poalele Cetrașului, au fost descoperite, în 1860, un vas conținând monede de aur și un lanț de bronz. Monedele sunt republicane romane, cunoscute a fi întrebuințate în relațiile de schimb de către daci înainte de cucerirea romană.
Între anii 1802-1814, Săcărâmbul a constituit un centru al iluminismului românesc reprezentat de Școala Ardeleană, prin protopopul greco-catolic de Săcărâmb, Vasile Coloși, care, alături de Petru Maior, a avut contribuția majoră în redactarea primului lexicon cvadrilingv al limbii române, cunoscut și sub numele de Lexiconul de la Buda.
Biserica trăsnită a fost o biserică greco-catolică zidită în 1800 și distrusă de către un trăsnet după 170 de ani. Ruinele ei veghează încă orașul de pe creasta pe care a fost așezată. Cea mai veche biserică este însă biserica romano-catolică, zidită în 1777.

## Închiderea minelor
Decizia și motivarea închiderii multor mine din România s-a făcut prin Hotărârea nr. 615 din 21 aprilie 2004 a guvernului, de aprobare a strategiei industriei miniere pentru perioada 2004-2010, publicată în MONITORUL OFICIAL nr.411 din 7 mai 2004.

## Obiective turistice
- Rezervația naturală Măgurile Săcărâmbului (13 ha).
- Izvorul Franz Iosef
- Biserica trăsnită
- Altarul Sfintei Barbara, protectoarea minerilor - Biserica Romano-Catolica

## Personalități
- Ferenc Lönhart (1819-1897), episcop romano-catolic de Alba Iulia
- Albert Berger (1864-1936), istoric și pedagog;
- Pompiliu Piso (1886 - 1944), delegat în Marea Adunare Națională de la Alba Iulia;
- Ion Armeanca (1899-1954), astronom, profesor universitar, precursor al cercetării astrofizice din România
- Petru Florean (1872-1926), deputat în Marea Adunare Națională de la Alba Iulia 1918
- Mircea Oprea (delegat) (1891-1948), deputat în Marea Adunare Națională de la Alba Iulia 1918
- George Vințan (1882-1926), delegat în Marea Adunare Națională de la Alba Iulia 1918.